# 다중경로 간섭
다중경로(multipath)는 통신에서 라디오 신호 두 개 이상의 경로를 가지고 수신하게 되는 현상이다. 원인은 덕트 현상, 전리층 반사/굴절, 지상 물체(산, 빌딩 등)로부터 반사 등이 있다.
다중경로의 영향은 구조적으로, 파괴적인 간섭, 신호 위상 변경 등과 같은 것이 있다. 이것은 레일리 페이딩(Rayleigh fading)을 일으킨다.